# Pritchard (Familienname)
Pritchard ist ein englischer Familienname.

## Namensträger
- Bill Pritchard (* 1964), britischer Sänger
- Bob Pritchard (* 1956), kanadischer Komponist
- Charles Pritchard (1808–1893), britischer Astronom
- David Pritchard (Autor) (1919–2005), britischer Autor
- David E. Pritchard (* 1941), US-amerikanischer Physiker
- Derek Pritchard, Baron Pritchard (1910–1995), britischer Politiker, Bankier und Manager
- Earl H. Pritchard (1907–1995), US-amerikanischer Historiker, Kryptoanalytiker und Hochschullehrer
- Edward E. Evans-Pritchard (1902–1973), britischer Sozialanthropologe
- Elaine Pritchard (1926–2012), britische Schachspielerin
- George M. Pritchard (1886–1955), US-amerikanischer Politiker
- Gwyn Pritchard (* 1948), britischer Cellist und Komponist
- Henry Baden Pritchard (1841–1884), britischer Fotograf, Chemiker und Schriftsteller
- Hugh Pritchard (* 1968), britischer Biathlet
- James Pritchard (* 1979), kanadischer Rugby-Union-Spieler
- James B. Pritchard (1909–1997), US-amerikanischer Archäologe und Religionswissenschaftler
- Jennifer Pritchard (* um 1938), englische Badmintonspielerin
- Jeter Connelly Pritchard (1857–1921), US-amerikanischer Politiker
- Joel Pritchard (1925–1997), US-amerikanischer Politiker
- John Pritchard (Dirigent) (1921–1989), britischer Dirigent und Musiker
- John Pritchard (Bischof) (* 1948), britischer anglikanischer Bischof
- John Pritchard (Ruderer) (* 1957), britischer Ruderer
- Kevin Pritchard (Boxer) (* 1961), britischer Boxer
- Kevin Pritchard (Basketballspieler) (* 1967), US-amerikanischer Basketballspieler, -trainer und -funktionär
- Kevin Pritchard (Windsurfer) (* 1976), US-amerikanischer Windsurfer
- Lauren Pritchard (* 1977), US-amerikanische Schauspielerin, Drehbuchautorin und Komikerin
- Marion Pritchard (1920–2016), niederländisch-amerikanische Psychoanalytikerin
- Mark Pritchard (Politiker) (* 1966), britischer Politiker
- Mark Pritchard (Musiker) (* 1971), britischer Musiker
- Mark Pritchard (Fußballspieler) (* 1985), walisischer Fußballspieler
- Matt Pritchard (* 1973), US-amerikanischer Windsurfer
- Mel Pritchard (1948–2004), britischer Musiker
- Michael Ryan Pritchard (* 1972), US-amerikanischer Musiker, siehe Mike Dirnt
- Mike Pritchard (* 1969), US-amerikanischer American-Football-Spieler
- Norman Pritchard (1875–1929), indischer Leichtathlet und Schauspieler
- Paul Pritchard (* 1967), britischer Bergsteiger und Autor
- Payton Pritchard (* 1998), US-amerikanischer Basketballspieler
- Peter Pritchard (1943–2020), britischer Zoologe
- Robert D. Pritchard (* 1945), US-amerikanischer Wirtschaftspsychologe und Hochschullehrer
- Roy Pritchard (1925–1993), englischer Fußballspieler
- Walter Pritchard (1910–1982), US-amerikanischer Hindernisläufer und Kardiologe